# 대한민국의 질병관리청장
질병관리청장(疾病管理廳長)은 질병관리청을 대표하는 직위로, 차관급 정무직공무원으로 보한다.

## 임명
- 질병관리청장은 대통령이 임명한다.

## 역할
- 각 행정기관의 장은 소관사무를 통할하고 소속공무원을 지휘·감독한다.
- 방역ㆍ검역 등 감염병에 관한 사무 및 각종 질병에 관한 조사ㆍ시험ㆍ연구에 관한 사무를 관장하기 위하여 보건복지부장관 소속으로 질병관리청을 둔다.

## 역대 기관장

### 중앙보건소장
| 정부      | 대수           | 이름                    | 임기                   | 비고                        |
| --------- | -------------- | ----------------------- | ---------------------- | --------------------------- |
| 제1공화국 | 초대           | 이용승(李容昇)          | 1949년 7월~1954년 11월 |                             |
| 제1공화국 | 2대            | 이종학(李鍾鶴)          | 1954년 11월~1956년 6월 |                             |
| 제1공화국 | 3대            | 백행인(白行寅)          | 1956년 6월~1957년 2월  |                             |
| 제1공화국 | 4대            | 이종학(李鍾鶴)          | 1957년 2월~1960년 1월  |                             |
| 제1공화국 | 5대            | 이병학(李炳學)          | 1960년 1월~1960년 10월 | 재임 중 중앙보건원으로 개편 |
| 제2공화국 | 5대            | 이병학(李炳學)          | 1960년 1월~1960년 10월 | 재임 중 중앙보건원으로 개편 |
| 6대       | 윤유선(尹裕善) | 1960년 10월~1963년 12월 |                        |                             |

### 국립보건원장
| 정부        | 대수           | 이름                            | 임기                              | 비고                            |
| ----------- | -------------- | ------------------------------- | --------------------------------- | ------------------------------- |
| 제3공화국   | 초대           | 윤유선(尹裕善)                  | 1963년 12월 27일~1964년 2월 29일  |                                 |
| 제3공화국   | 2대            | 김수명(金洙明)                  | 1964년 3월 9일~1965년 5월 3일     |                                 |
| 제3공화국   | 3대            | 윤유선(尹裕善)                  | 1965년 5월 3일~1966년 12월 28일   |                                 |
| 제3공화국   | 4대            | 홍문화(洪文和)                  | 1966년 12월 28일~1969년 5월 1일   | 재임 중 국립보건연구원으로 개편 |
| 제3공화국   | 5대            | 허용(許鎔)                      | 1969년 5월 1일~1974년 3월 4일     |                                 |
| 제4공화국   | 5대            | 허용(許鎔)                      | 1969년 5월 1일~1974년 3월 4일     |                                 |
| 6대         | 한관섭(韓寬燮) | 1974년 3월 4일~1978년 3월 29일  |                                   |                                 |
| 7대         | 신양식(申瀁植) | 1978년 3월 29일~1982년 6월 27일 | 재임 중 국립보건원으로 개편       |                                 |
| 7대         | 신양식(申瀁植) | 1978년 3월 29일~1982년 6월 27일 | 재임 중 국립보건원으로 개편       | 제5공화국                       |
| 8대         | 지달현(池達顯) | 1982년 6월 28일~1987년 10월 6일 |                                   |                                 |
| 9대         | 백승복(白承福) | 1987년 10월 26일~1989년 3월 8일 |                                   |                                 |
| 9대         | 백승복(白承福) | 1987년 10월 26일~1989년 3월 8일 | 노태우 정부                       |                                 |
| 10대        | 이성우(李晟雨) | 1989년 3월 8일~1993년 4월 1일   |                                   |                                 |
| 김영삼 정부 | 11대           | 유원하(柳元夏)                  | 1993년 4월 6일~1993년 10월 26일   |                                 |
| 김영삼 정부 | 12대           | 이강추(李康樞)                  | 1993년 10월 26일~1995년 12월 11일 |                                 |
| 김영삼 정부 | 13대           | 조병륜(趙炳倫)                  | 1996년 1월 31일~1999년 5월 14일   |                                 |
| 김대중 정부 | 13대           | 조병륜(趙炳倫)                  | 1996년 1월 31일~1999년 5월 14일   |                                 |
| 14대        | 이준상(李駿商) | 1999년 6월 14일~2001년 12월 3일 |                                   |                                 |
| 노무현 정부 | 15대           | 김문식(金文湜)                  | 2002년 3월 13일~2004년 1월 18일   |                                 |

### 보건복지부 질병관리본부장
| 정부        | 대수           | 이름                          | 임기                            | 비고            |
| ----------- | -------------- | ----------------------------- | ------------------------------- | --------------- |
| 노무현 정부 | 초대           | 김문식(金文湜)                | 2004년 1월 19일~2004년 3월 12일 |                 |
| 노무현 정부 | 2대            | 오대규(吳大奎)                | 2004년 3월 17일~2007년 4월 9일  |                 |
| 노무현 정부 | 3대            | 이종구(李鍾求)                | 2007년 4월 10일~2011년 5월 31일 |                 |
| 이명박 정부 | 3대            | 이종구(李鍾求)                | 2007년 4월 10일~2011년 5월 31일 |                 |
| 4대         | 전병율(全柄律) | 2011년 6월 1일~2013년 6월 3일 |                                 |                 |
| 박근혜 정부 | 5대            | 양병국(梁秉國)                | 2013년 9월 30일~2016년 1월 15일 |                 |
| 박근혜 정부 | 6대            | 정기석(鄭錡碩)                | 2016년 2월 2일~2017년 7월 25일  | 차관급으로 격상 |
| 문재인 정부 | 7대            | 정은경(鄭銀敬)                | 2017년 7월 26일~2020년 9월 11일 |                 |

### 질병관리청장
| 정부        | 대수 | 이름           | 임기                             | 비고 |
| ----------- | ---- | -------------- | -------------------------------- | ---- |
| 문재인 정부 | 초대 | 정은경(鄭銀敬) | 2020년 9월 12일~2022년 5월 17일  |      |
| 윤석열 정부 | 2대  | 백경란(白敬蘭) | 2022년 5월 17일~2022년 12월 16일 |      |
| 윤석열 정부 | 3대  | 지영미(池榮美) | 2022년 12월 17일~2025년 7월 14일 |      |
| 이재명 정부 | 4대  | 임승관         | 2025년 7월 14일~                 |      |

## 같이 보기
- 질병관리청
- 질병관리청 차장